# Открито първенство по снукър на Европа
Откритото първенство по снукър на Европа (на английски: European Open) е професионално състезание по снукър. Това е един от осемте турнири за световната ранглиста до сезон 2003/2004.
Преди сезон 1988/1989 не се организират състезания по снукър извън Обединеното кралство. По тази причина Световната асоциация по билярд и снукър създава състезание, което да се провежда в Европа. От създаването си до сезон 1995/1996 Откритото първенство на Европа има голям брой различни спонсори и остава един от турнирите за световната ранглиста. През 1997 г. ранкинг статута на състезанието е премахнат и през сезон 1996/1997 турнира се провежда без резултатите от него да се взимат предвид за ранглистата за следващия сезон. През следващите няколко години ранкинг турнирите на Европа са Германското открито първенство, Ирландското открито първенство и състезанието Малта Гран При. Откритото първенство на Европа е възстановено през сезон 2001/2002.
Състезанието остава част от Световната ранкинг система и през следващите два сезона. След това през сезон 2004/2005 Откритото първенство на Европа е заменено от Купата на Малта.

## Победители
| Година     | Победител       | Опонент            | Краен резултат | Сезон     |
| Ранкинг    | Ранкинг         | Ранкинг            | Ранкинг        | Ранкинг   |
| ---------- | --------------- | ------------------ | -------------- | --------- |
| 1989       | Джон Парот      | Тери Грифитс       | 9 – 8          | 1988/1989 |
| 1990       | Джон Парот      | Стивън Хендри      | 10 – 6         | 1989/1990 |
| 1991       | Тони Джоунс     | Марк Джонстън-Алън | 9 – 7          | 1990/1991 |
| 1992       | Джими Уайт      | Марк Джонстън-Алън | 9 – 3          | 1991/1992 |
| 1993       | Стив Дейвис     | Стивън Хендри      | 10 – 4         | 1992/1993 |
| 1994       | Стивън Хендри   | Рони О'Съливан     | 9 – 5          | 1993/1994 |
| 1995       | Стивън Хендри   | Джон Парот         | 9 – 3          | 1994/1995 |
| 1996       | Джон Парот      | Питър Ебдън        | 9 – 7          | 1995/1996 |
| Не ранкинг |                 |                    |                |           |
| 1997       | Джон Хигинс     | Джон Парот         | 9 – 5          | 1996/1997 |
| Ранкинг    |                 |                    |                |           |
| 2001       | Стивън Хендри   | Джо Пери           | 9 – 2          | 2001/2002 |
| 2003       | Рони О'Съливан  | Стивън Хендри      | 9 – 6          | 2002/2003 |
| 2004       | Стивън Магуайър | Джими Уайт         | 9 – 3          | 2003/2004 |
| Ранкинг    |                 |                    |                |           |
| 2005       | Стивън Хендри   | Греъм Дот          | 9–7            | 2004/05   |
| 2006       | Кен Дохърти     | Джон Хигинс        | 9–8            | 2005/06   |
| 2007       | Шон Мърфи       | Райън Дей          | 9–4            | 2006/07   |
| Не ранкинг |                 |                    |                |           |
| 2008       | Шон Мърфи       | Кен Дохърти        | 9–3            | 2007/08   |

| Портал | В Портал Снукър можете да намерите още много страници за снукър. |